# Pedro Diniz
Pedro Paulo Diniz (ur. 22 maja 1970 w São Paulo) – brazylijski kierowca wyścigowy, 99-krotny uczestnik wyścigów Grand Prix Formuły 1.

## Przed Formułą 1
- 1987–1988 – karting
- 1989 – Brazylijska Formuła Ford
- 1990 – Południowoamerykańska Formuła 3
- 1991–1992 – Brytyjska Formuła 3
- 1993–1994 – Formuła 3000

## Formuła 1

### 1995 – kontrakt zForti
Głównie dzięki swojemu ojcu Abílio dos Santos Diniz'owi Pedro rozpoczął karierę w zespole Forti. Starty w jednym z najsłabszych zespołów sezonu skutkowały brakiem punktów, a najwyższe miejsce zajęte przez Pedro Diniza to 7 pozycja w kończącym sezon GP Australii. Warto dodać, że wyścig ten ukończyło zaledwie 8 kierowców.

### 1996 – starty dlaLigiera
W kolejnym sezonie przeniósł się do zespołu Ligiera, dla którego był to ostatni sezon w stawce Formuły 1. W otwierającym sezon GP Argentyny, zaraz po Pit-Stopie bolid Pedro Diniza stanął w płomieniach, samemu kierowcy jednak nic się nie stało, poza oparzeniem ręki. W całym sezonie kierowca zdobył 2 punkty i zajął 15 miejsce w klasyfikacji generalnej sezonu.

### 1997–1998 przygoda wArrowsie
Przez kolejne dwa sezony startował w kolejnym zespole z dolnej stawki. Tym razem padło na team Arrows, w którym najpierw jego partnerem był Damon Hill (mistrz świata 1996) następnie w sezonie 1998 był to fin Mika Salo. Łącznie w 2 sezonach zdobył 5 punktów zajmując odpowiednio 16 i 14 pozycję

### 1999–2000SauberPetronas
Ostatnie dwa sezony spędził w teamie Sauber, gdzie w pierwszym sezonie zdobył 3 punkty. Także w tym sezonie zaliczył kolejny wypadek, podczas startu do wyścigu o GP Europy jego bolid kilkukrotnie przekoziołkował i wylądował podwoziem do góry. Pedro Dinizowi nic się nie stało. W sezonie 2000 Pedro nie zdobył żadnych punktów, jak się później okazało był to jego ostatni sezon startów w gronie kierowców F1.

## Podsumowanie startów w Formule 1
| Sezon     | Zespół                     | 1 | 2 | 3 | Miejsce                          |
| --------- | -------------------------- | - | - | - | -------------------------------- |
| 1995      | Forti                      | - | - | - | 21 miejsce                       |
| 1996      | Ligier                     | - | - | - | 15 miejsce                       |
| 1997      | Arrows                     | - | - | - | 16 miejsce                       |
| 1998      | Arrows                     | - | - | - | 14 miejsce                       |
| 1999      | Sauber                     | - | - | - | 14 miejsce                       |
| 2000      | Sauber                     | - | - | - | 18 miejsce                       |
|           |                            |   |   |   |                                  |
| 6 sezonów | Forti Ligier Arrows Sauber | - | - | - | 21 miejsce 15 miejsce 14 miejsce |